# Janja (Gakenke)
Janja ist einer von 19 Sektoren des Distrikts Gakenke in der Nordprovinz von Ruanda.

## Geographie
Der Sektor hat eine Fläche von 30,7 km² und liegt auf einer Höhe von etwa 1830 m. Er unterteilt sich in die vier Zellen Gakindo, Gashyamba, Gatwa und Karukungu. Nachbarsektoren sind im Norden Busengo, im Osten Gakenke, im Süden Muzo, im Westen Mugunga und im Nordwesten Rusasa.

## Bevölkerung
Nach Stand der Volkszählung von 2022 liegt die Einwohnerzahl bei 16.007. Zehn Jahre zuvor waren es 15.804, was einem jährlichen Bevölkerungszuwachs von 0,1 Prozent zwischen 2012 und 2022 entspricht.

## Verkehr
Durch den Süden und Osten des Sektors verläuft eine District Road, die Stand 2022 jedoch nicht asphaltiert ist.

## Gesundheitswesen
Im Sektor befindet sich das Rutake Health Center.